# Hafen Schweinfurt
Die Häfen Schweinfurt ziehen sich innerhalb Schweinfurts auf 3 km am Main entlang und umfassen drei Anlandungsstellen, zwei Schleusenvorhäfen, einen Hafen und einen Sportboothafen. Im Volksmund wird nahezu das gesamte Stadtgebiet südlich des Mains, das ausschließlich aus Industrie- und Gewerbegebieten besteht, vereinfacht als Hafen bezeichnet, wovon schließlich die offiziellen Bezeichnungen für die beiden Stadtteile Hafen-West und Hafen-Ost abgeleitet wurden. Am nördlichen Kai werden ausschließlich Mineralöle und Gase umgeschlagen,  am südlichen Kai vor allem Schüttgut, neben Kohle häufig Dünger und Getreide.
Der Schweinfurter Hafen liegt im Güterumschlag bei der Binnenschifffahrt mit 290.810 Tonnen (2017) vor dem Hafen Nürnberg mit 255.060 Tonnen (2017) und vor den Häfen der Nachbarstädte Hafen Bamberg und Hafen Würzburg. In Schweinfurt findet jedoch der Umschlag zum Schienengüterverkehr (Rangieren und Umschlag auf den Verkehrsträger Straße) an anderer Stelle, am Hauptbahnhof, durch einen anderen Betreiber statt (siehe: Schweinfurt Hauptbahnhof, Güterverkehr). Der gesamte Güterumschlag zu Schiff und Bahn liegt deshalb in Schweinfurt weit höher als der Anteil im Hafen.

## Geographie
Die Häfen Schweinfurts liegen an drei räumlich getrennten Standorten an der Bundeswasserstraße südlich der Schweinfurter Innenstadt. Sie befinden sich auf einer Höhe von 203 bis 208 m ü. NN.

## Bedeutung des Hafens
Nach der deutschen Wiedervereinigung 1990 erwartete man neue Impulse, da Thüringen keine Häfen besitzt, mit dem Schweinfurter Hafen als Thüringer Tor. Diese Erwartungen erfüllten sich jedoch nicht. Nach der Eröffnung des durchgehenden Main-Donau-Kanals 1992 ging das Frachtaufkommen auf der Wasserstraße Main, völlig unerwartet, stark zurück und somit auch die Umschlagsmengen im Schweinfurter Hafen. Ein Container-Umschlag ist im Schweinfurter Hafen wegen der unpassenden Infrastruktur wie zu kleine Kranen und fehlender Fläche nicht möglich. Da die Containerschiffe eine immer größere Bedeutung erlangten, aber die Fracht-Kapazitäten dieser Schiffe auf dem Main wegen der begrenzten Durchfahrtshöhe der Brücken und dem mangelnden Interesse der Industrie zu beschränkt sind. Deshalb wird für die Schifffahrt die Wasserstraße seit Ende der 2010er Jahre von 2,50 auf 2,90 Meter vertieft und von 36 auf 40 Meter verbreitert. Künftig können die Schiffe bis zu 400 Tonnen und die bis zu 185 m langen Schubverbände um bis zu 900 Tonnen stärker beladen werden als bisher.
2017 gab es jedoch im Maingebiet bereits wieder einen Anstieg des Güterumschlags um 8,8 %. Der starke Rückgang 2018 war hingegen allein dem Niedrigwasser in Folge der Trockenheit, insbesondere am Hauptzubringer Rhein, geschuldet. Deshalb handelt es sich 2018 um Sonderwerte ohne Aussagekraft auf die allgemeine Entwicklung, weshalb dieser Artikel nicht näher auf diese Werte eingeht.

## Größe und Ausstattung der Häfen Schweinfurts
| Lage: Main-km    | Hafen:      | Beschreibung                | Kailänge    | Ausstattung                               |
| ---------------- | ----------- | --------------------------- | ----------- | ----------------------------------------- |
| 330,5 S (links)  | Hafen       | Schweinfurt                 | 480 + 375 m | 2 Kräne 16 t, Pumpen etc., Gleisanschluss |
| 332 N & S        | Länden      | Schleusenvorhäfen           | 4 × 250 m   |                                           |
| 332,9 N (rechts) | Lände       | Passagierschifffahrt        | 163 m       | Wasser, Strom, ÖPNV                       |
| 333 S (links)    | Lände       | Umschlagstelle Cramer-Mühle | 128 m       |                                           |
| 333,1 N (rechts) | Lände       | Umschlagstelle Am Zollhaus  | 96 m        | ÖPNV                                      |
| 333,3 S (links)  | Liegeplätze | Sportboothafen              | nur Stege   | auf Anfrage; bis zu 75 Sportboote         |

Eine trimodaler Güterumschlag Schiff/Schiene/Straße ist im Hafen Schweinfurt möglich.
Der Hafenareal hat einschließlich Wasserflächen eine Größe von 28,42 ha. Die Wasserflächen betragen 4,14 ha, die Gleisflächen 1,73 ha und die verpachteten Flächen 17,11 ha. Das Umschlagufer ist 1,13 km und die Gleisanlagen sind 5,4 km lang. 13 Betriebe sind innerhalb des zum Hafen gehörenden Gebietes angesiedelt.

### Südliches Kai

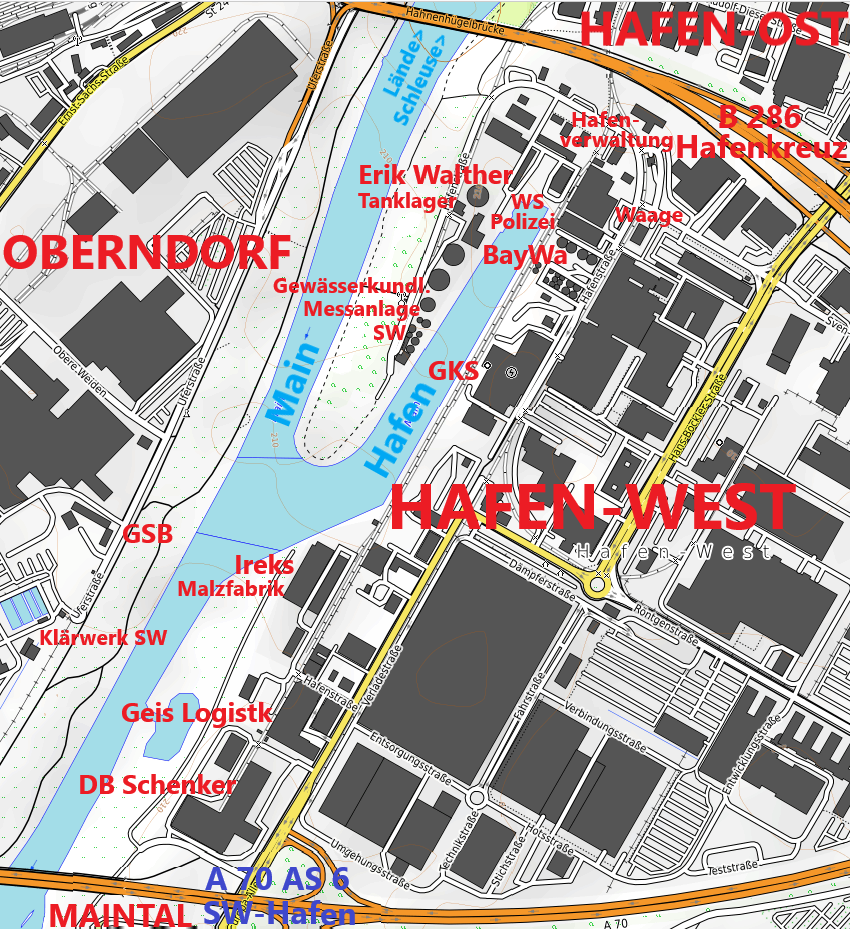
Lageplan des Hafens im Stadtteil Hafen-West

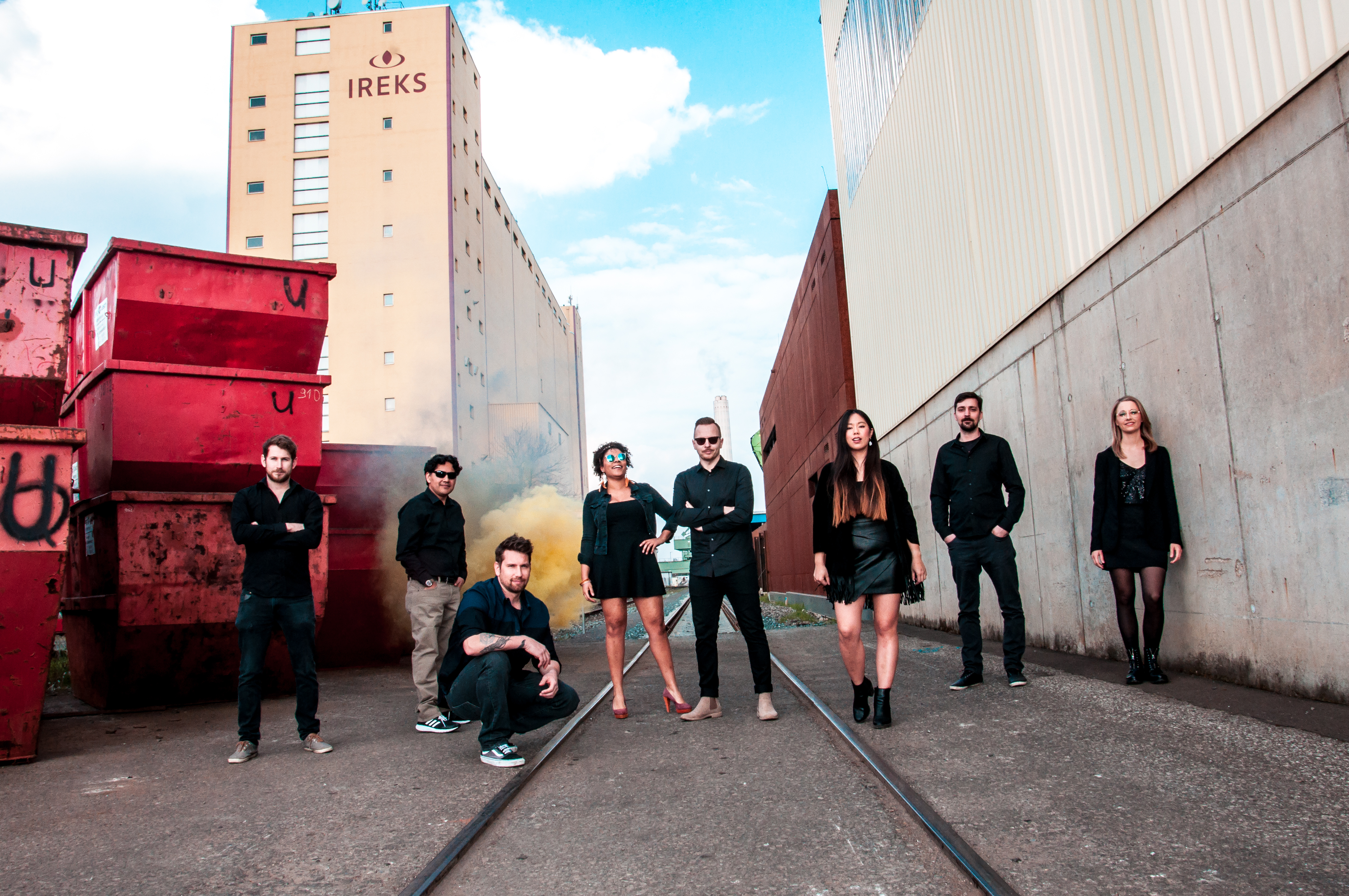
Südliches Kai (mit Band Sondermarke)

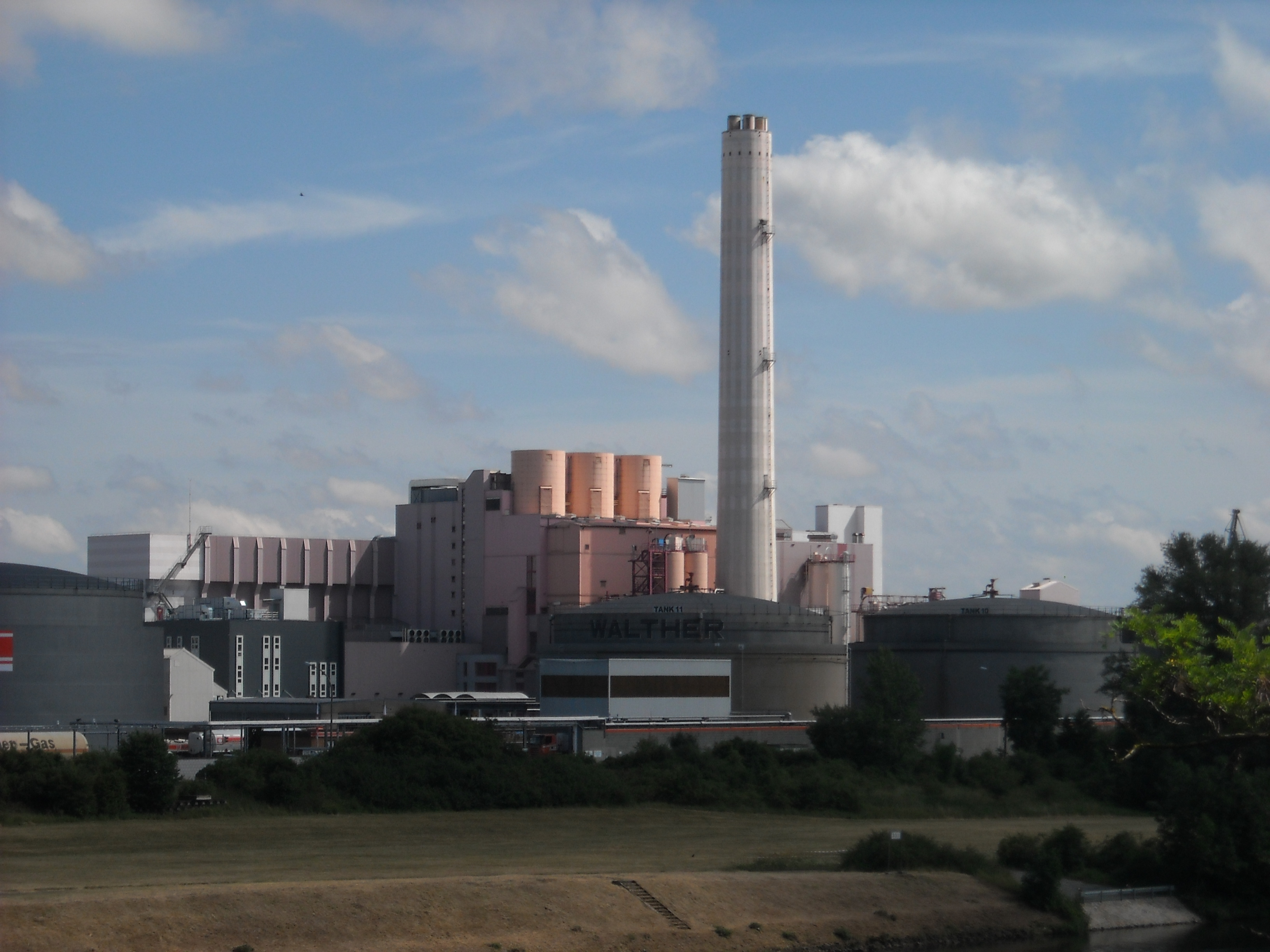
Tanklager der Fa. Walther und Gemeinschaftskraftwerk Schweinfurt

Einschließlich firmeneigener Anlagen befinden sich hier zwei Doppelwippkräne (Traglast im Greiferbetrieb 6.000 kg, im Hakenbetrieb 10.000 kg), eine Getreidesauganlage und zwei Getreideverladeanlagen., Silovolumen für Schüttgut (4.900 m³) und für Getreide (45.200 m³). Die beiden größten Betriebe am Südkai sind das Gemeinschaftskraftwerk Schweinfurt (GKS), das durch seine Größe den gesamten Hafen dominiert und die Malzfabrik Schweinfurt, die zum Lebensmittelhersteller Ireks aus Kulmbach gehört.

### Nördliches Kai
Das nördliche Kai gehört komplett zum Mineralölunternehmen Erik Walther, das hier seinen Hauptsitz hat. Das Kai ist speziell für den Umschlag und die Lagerung von Flüssigkeiten und Gasen ausgestattet. Mit zwei Löschanlagen für Mineralöle, einem Tanklager für Mineralöl (45.000 m³) und einem für Gas (1.054 m³). Es hat ebenfalls Gleisanschluss, aber nicht auf dem Kai, sondern nördlich der Lagertanks. Dort sind Pumpen vorhanden, aber keine Kräne.
Die Firma Walther besitzt ein Tankstellennetz und eine eigene Tankerflotte. Über die Rhein-Main-Route befördern die Schiffe den Kraftstoff aus den innerdeutschen Raffinerien, sowie aus den ARA-Häfen Antwerpen, Rotterdam und Amsterdam ins Hochtanklager am Schweinfurter Hafen.

### Länden
Die stromaufwärts (östlich) gelegenen Länden sind nicht mit eigenen Abzweiggleisen erschlossen und nicht ständig mit Flurförderzeugen ausgestattet. Nur die Personenschifffahrts-Lände Am unteren Marienbach verfügt über einen stationären 8-Tonnen-Kran der schon lange nicht mehr in Betrieb ist und als Denkmal an den früheren Sandumschlag erinnert.

## Weiteres
Ein Ausziehgleis führt vom Hafen in das Industriegebiet Hafen-West. Dieses Industriegebiet und der benachbarte Industrie- und Gewerbepark Maintal ergänzen die Hafenanlagen heute mit wichtiger Infrastruktur. Unweit des Hafens, am Hauptbahnhof Schweinfurt, befindet sich der Containerterminal Schweinfurt.
Bei Planung des Industrie- und Gewerbeparks Maintal waren dort ein Containerhafen und ein Güterverkehrszentrum (GVZ) vorgesehen. Das Projekt wurde aufgegeben (siehe: Maintal, Projekt Containerhafen).
Schweinfurt ist Standort des Wasserstraßen- und Schifffahrtsamts Schweinfurt. Eine Zollabfertigung ist vor Ort möglich.

## Verkehr
Der Hafen ist mit einer kreuzungsfreien Auffahrtsmöglichkeit zur Bundesautobahn 70 (Anschlussstelle Nr. 6, Schweinfurt-Hafen) ausgestattet; auf der BAB 70 verläuft die Europastraße 48. Die Zufahrtswege sind für eine Belastbarkeit bis zu 70 Tonnen dimensioniert.
Die Länden sind über die Staatsstraße 2272 und die BAB 70 (Anschlussstelle Nr. 8, Gochsheim) erschlossen. Für die Personenschifffahrt bestehen direkte Anbindungen an den öffentlichen Personennahverkehr am Bahnhof Schweinfurt Stadt. Die Parkmöglichkeiten für den Individualverkehr sind sehr beschränkt, es gibt jedoch einige Halteplätze für Busse.

## Geschichte

### Altertum und Mittelalter
Bereits zu keltischen Zeiten wurde der Main als Wasserstraße genutzt. Es wurde getreidelt und gestakt, geflößt, gerudert und gesegelt. Versuche der Römer, über den Maingraben nach Osten bis zur Elbe vorzustoßen, wurden um die Zeitenwende von den germanischen Kimbern zurückgeschlagen. Der Main blieb aber weiterhin ein wichtiger Handelsweg. Zu karolingischer Zeit gab es erste Versuche, den Wasserweg des Maines mit dem Donaugebiet zu verbinden (Fossa Carolina), wovon nur widersprüchliche Überlieferungen und einige wenige Befunde an Überresten bei Graben vorliegen.
Im Mittelalter wurden große Mengen von Holz geflößt, beispielsweise nach Frankfurt, ins Ruhrgebiet, aber auch für den Schiffsbau in Holland.

### Neuzeit
Das bayerische Urkataster von 1808 erfasste in Schweinfurt bereits zwei getrennte Häfen. Der nordwestlicher angelegte, ehemals zivil genutzte Hafen, lag im Bereich des heutigen Anton-Niedermeier-Platzes und ist vollständig wieder zugeschüttet und überbaut worden. Der südlicher gelegene Schutzhafen befand sich auf der Maininsel Bleichrasen. Dieser war stark befestigt, überwiegend militärisch genutzt und neuzeitlich mit den bestehenden Schleusenanlagen und deren Vorhäfen überbaut worden. Der Bereich der heutigen Gutermann-Promenade war wasserbaulich ebenfalls bereits massiv abgespundet; dort standen 17 Wasserräder, die in industriellem Umfang etliche Mühlen, Kugelhämmer und allgemeine Schmiedehämmer antrieben.
Seit 1830 war Schweinfurt dann von Westen her mit der Dampfschifffahrt erschlossen. Die Transportvolumen stiegen auf bis zu 50 Tonnen pro Wasserfahrzeug. 1836 bis 1846 wurde der Ludwig-Donau-Main-Kanal vollendet, und die Transportmengen stiegen daraufhin schnell von 80.000 auf 200.000 Tonnen jährlich an. Der Bahnverkehr wurde um 1880 eine ernstzunehmende Konkurrenz für die Schifffahrt. Ab 1905 konnten jedoch die Transportmengen durch die Einführung der Kettenschifffahrt auf dem Main wieder gesteigert werden, insbesondere durch Kohlelieferungen aus dem Ruhrgebiet.

### Moderne
Sowohl im Ersten wie auch im Zweiten Weltkrieg blieb die Schifffahrt wichtig für Schweinfurt als Industriestandort und auch als Umschlagsplatz für Kriegsgüter. 1943 wurden die früheren Anlagen durch die Luftangriffe auf Schweinfurt völlig zerstört und teilweise zur Schlammwüste.

Länden nach dem Zweiten Weltkrieg
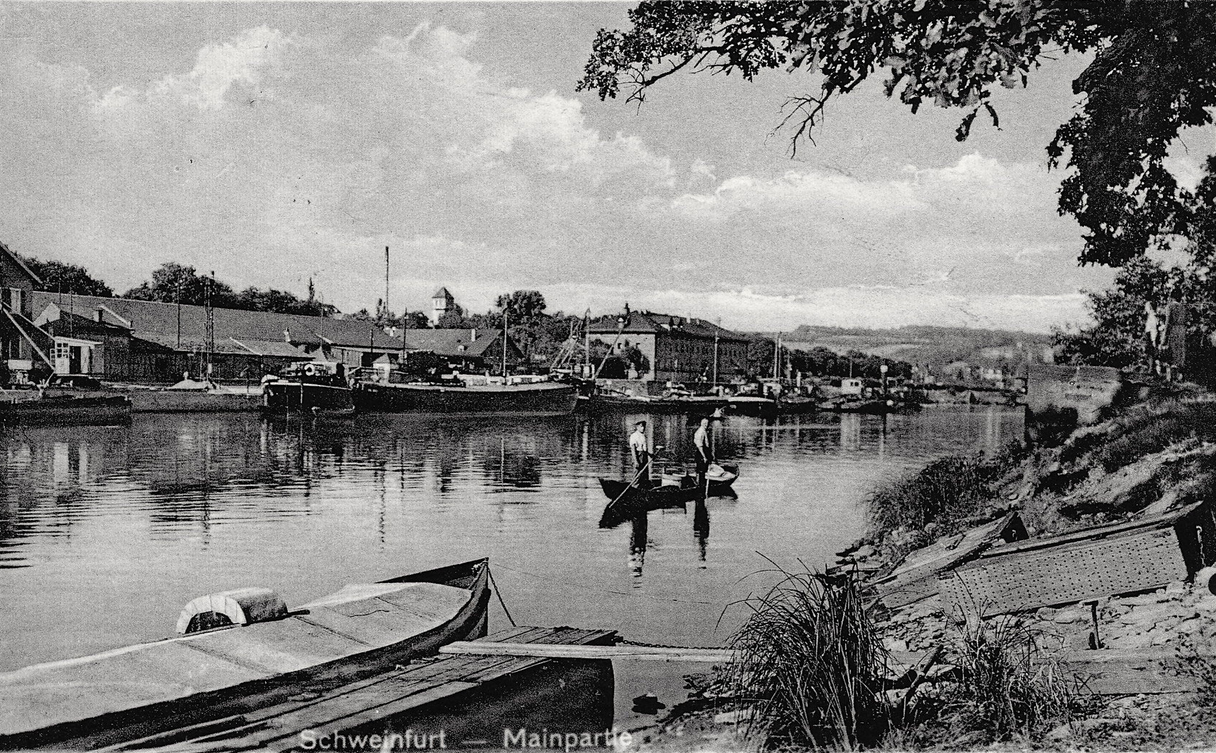
Lände Am Zollhaus um 1950 …
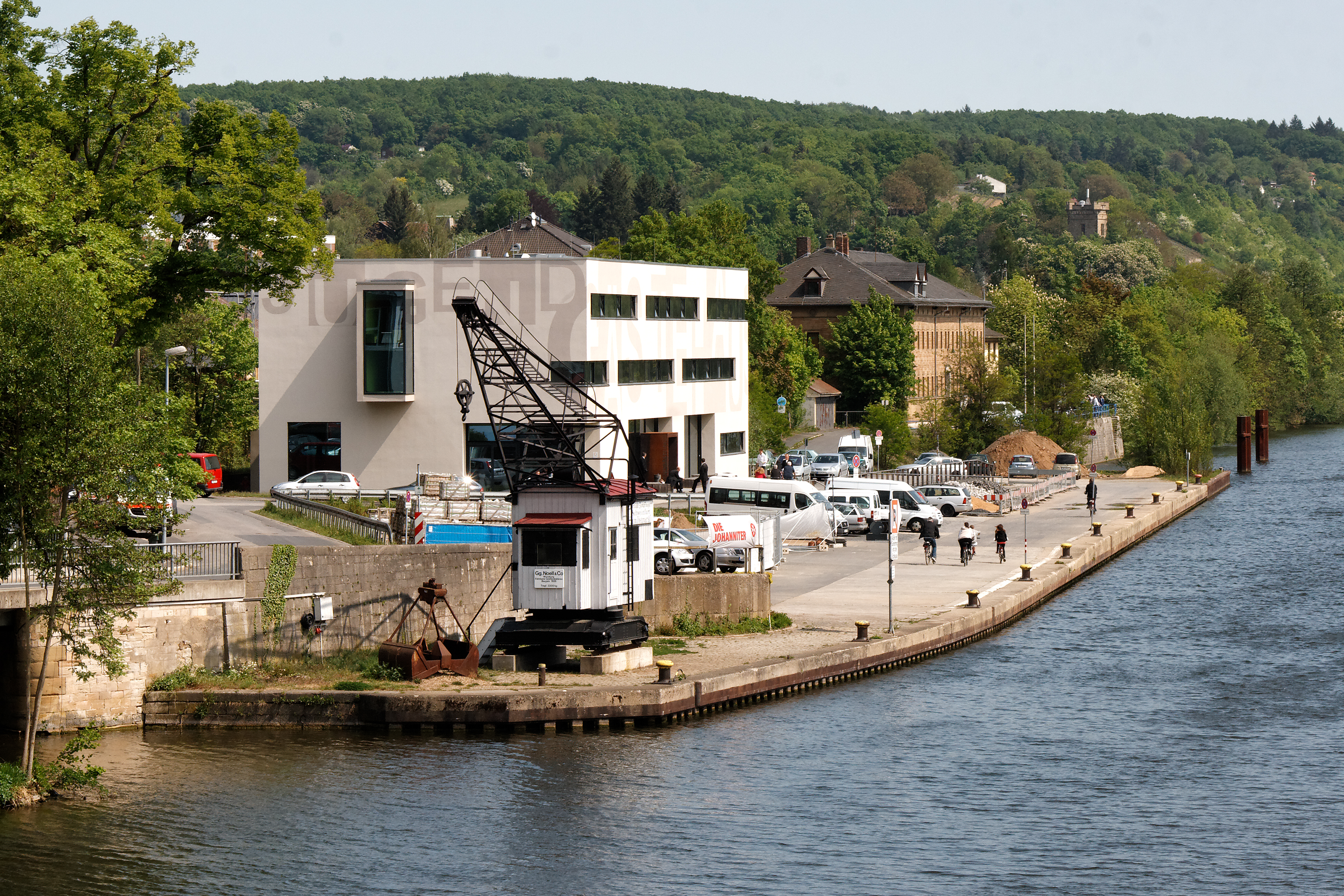
… und 2011 mit Kranen-Denkmal
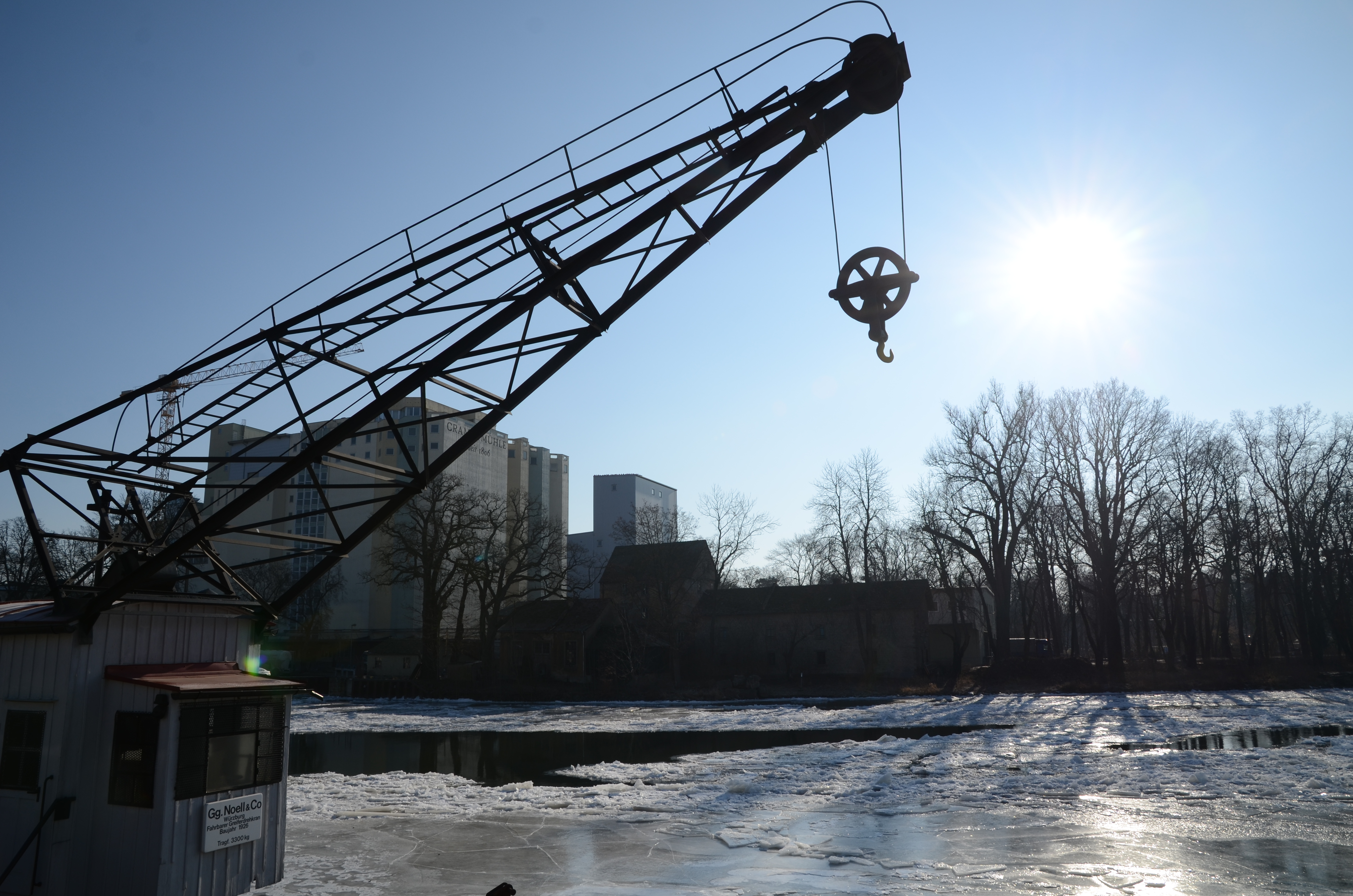
Blick vom Kranen-Denkmal auf die Umschlagstelle Cramer-Mühle bei Main-Eisgang im Jahre 2012

Nach den Schäden im Zweiten Weltkrieg wurden die Hafenanlagen in Schweinfurt vollständig neu geplant. Der Ausbau des Mains zur Bundeswasserstraße im letzten Main-Abschnitt von Schweinfurt bis Bamberg begann gegen Ende der 1950er Jahre, u. a. mit Errichtung des Laufwasserkraftwerks Schweinfurt, mit Staustufe und Schleuse. Der Abschnitt Schweinfurt–Bamberg wurde 1962 dem Verkehr übergeben. Die Bauarbeiten am Schweinfurter Hafen begannen im Februar 1961. Das Becken wurde am 20. Mai 1962 geflutet und ein Jahr später begann der Hafenumschlag.